# 宣信者狄奧法內斯
宣信者狄奧法內斯（希臘語：Θεοφάνης Ὁμολογητής；約公元758/760年－817/818年3月12日）為一名拜占庭帝國貴族出身的僧侶和編年史學家。狄奧法內斯在其投身從事宗教生涯之前，曾於拜占庭皇帝利奧四世的宮廷中任職。其於公元787年參與了第二次尼西亞公會議，並堅決地抵制利奥五世恢復毀壞聖像運動的政策，為此他被關進監獄長達兩年的時間，儘管狄奧法內斯最終被釋放出獄，但他在獲釋不久後便於流放地萨莫色雷斯岛去世。
現今在每年的3月12日當天，東正教會與天主教會皆會於教堂內紀念狄奧法內斯（狄奧法內斯不應與在10月11日崇敬的另一位聖人尼西亞的狄奧法內斯混淆）。

## 生平
狄奧法內斯出生於君士坦丁堡，其父母皆是富裕而高貴的聖像崇拜者，他的父親伊薩克（Isaac）是愛琴海諸島的總督，母親狄奧多拉（Theodora）的家族背景則不為人知。狄奧法內斯的父親在他年僅三歲時去世， 拜占庭皇帝君士坦丁五世（公元740年－775年）此後於宮廷中細心地撫育這名男孩成長茁壯，並讓他接受良好的教育。狄奧法內斯日後在利奧四世統治期間，於朝中擔任過數個不同的職位。
雖然狄奧法內斯在十二歲時結婚，不過他成功說服妻子與他一同過著貞潔的生活。公元799年，狄奧法內斯在其岳父去世後，夫妻兩人在雙方同意的情況下，分居接受宗教生活。狄奧法內斯的妻子選擇前往一座臨近君士坦丁堡小島上的女修道院，而狄奧法內斯則進入西格里亞諾（Sigriano）地區的波利克羅尼烏斯修道院（Polychronius Monastery）修行，該修道院鄰近马尔马拉海靠亞洲一側的都市基齐库斯。後來，他於卡利姆诺斯岛自己的土地上修築了一所修道院，在那裡他習得抄寫手稿的高超技巧。
六年後，他回到西格里亞諾，並在當地建立一座名為「大和解」（of the big settlemen）的修道院，同時以修道院长的身份管理該座修道院。公元787年他以修道院長的身份出席第二次尼西亞公會議，並簽署了保護敬奉聖像畫的法令。
當拜占庭皇帝利奥五世（公元813年－820年）決定再次發起破坏偶像主义的運動時，他下令把狄奧法內斯帶到首都君士坦丁堡。儘管皇帝試圖誘勸他譴責在先前宗教會議中，批准恢復對聖像崇拜的決定，但並未成功。狄奧法內斯為此被關入監獄，渡過整整兩年殘酷的鐵窗生涯。狄奧法內斯被釋放後在公元817年遭放逐至萨莫色雷斯岛，他在島上飽受苦難的折磨，只活了十七天便於當地去世。在狄奧法內斯死後，發生了許多被認為與他有關的神蹟，時間點大約發生在3月12日，其事蹟被收錄進羅馬殉道聖人錄裡，受信徒們遵奉紀念。

## 編年史
狄奧法內斯在其朋友喬治·辛斯勒迫切的要求下，於公元810年－815年間接下續寫《辛斯勒編年史》（Syncellus' Chronicle）的重任。狄奧法內斯書寫使用的語法介於生硬的教會用語和白話的希臘方言之間。可以說，他主要參酌來自三個地方的資料來源：首先即辛斯勒已經備妥的史料，其次他可能使用了狄奧多魯斯·萊克托爾從索克拉蒂斯、索佐门和狄奧多勒等人著作中摘錄的部分內容，再者則是取自君士坦丁堡城市編年史內的文獻資料。學者西里尔·曼戈聲稱，狄奧法內斯事實上對以其名字命名的編年史貢獻甚微，編年史內絕大部分內容都是由辛斯勒所撰寫，狄奧法內斯主要貢獻僅是在辛斯勒奠定的基礎下，將辛斯勒的草稿統合彙編為整齊劃一的文本而已。
在狄奧法內斯所著的編年史中，其內容涵蓋了從公元284年戴克里先（《辛斯勒編年史》一書的內容結束於戴克里先統治時期）登基直到公元813年米海尔一世垮臺等一連串的歷史事件。該部分的編年史內容因保存了七、八世紀拜占庭帝國歷史上佚失的官方史料而極富價值，若非狄奧法內斯在書中的記載，這些寶貴的文獻記錄將會消失於歷史長河中。
該著作主要由兩大部分組成，其中第一部分的內容按照每年的時間順序來編寫，第二部分則令人感到遺憾，當中充滿了不精確的年代時間表。似乎狄奧法內斯僅只備妥表格，為適當的日期留下空位，但這些卻是由他人（雨果·馮·霍特）所填寫的。在編年史依時間順序排列的第一部分裡，除了按世界的年數和使用基督纪年來推算時間外，狄奧法內斯還以表格的形式，介紹了羅馬皇帝、波斯君主、阿拉伯哈里发與五位普世牧首的在位年份，此舉導致書中的年代紀錄系統相當混亂，使該部分的價值並不高。
雖然書中的第一部分缺乏批判性見解和年代上的準確性，但仍大幅超越絕大多數的拜占庭編年史。狄奧法內斯的編年史從查士丁二世（公元565年）統治時期開始，便相當地富有歷史價值，在其著作中，狄奧法內斯引用了一些在他所處年代沒有流傳至今的文獻資料。
狄奧法內斯的編年史被後代編年史學家們廣泛使用。並且在公元873年－875年間，由教宗图书管理员阿纳斯塔修斯匯集君士坦丁堡的尼基弗鲁斯一世、喬治·辛斯勒與狄奧法內斯三位學者的編年史作品，彙編成拉丁语的版本，在九世紀下半葉，狄奧法內斯因一位名為約翰內斯·海蒙尼德斯的執事使用其著作，而普遍為西歐所知。
於六卷本的狄奧法內斯編年史內，還存有另一個篇幅更長的續編，時間一直延續到公元961年。其被稱為《狄奧法內斯編年史續編》，該續編是在君士坦丁七世的命令下，由多位不具名作家共同協力編篡而成的。
狄奧法內斯是第一位宣稱伊斯蘭教先知穆罕默德為癲癇病患者的人。

## 延伸閱讀
- Mango, Cyril. . Zborknik Radova Vizantinoškog Instituta. 1978, 18: 9–18. — republished in id., Byzantium and its Image, London 1984.
- . Venice. 1729. — An editions of the Chronicle  with annotations and corrections.
- . 由Mango, Cyril; Scott, Roger翻译. Oxford. 1997. — a translations of the Chronicle
- Chronographia. Bilingual document in Latin and Greek, in Spanish National Library (BN), 2 parts DOI: 10.13140/RG.2.2.34638.20802 and DOI: 10.13140/RG.2.2.36368.35840

## 外部連接
- Greek Opera Omnia by Migne Patrologia Graeca with analytical indexes （页面存档备份，存于）
- http://www.santiebeati.it/dettaglio/44860 （页面存档备份，存于）
- http://www.catholic.org/saints/saint.php?saint_id=815 （页面存档备份，存于）